# 동부방위사령부 (일본군)
동부방위사령부(일본어: 東部防衛司令部 도부보에이시레이부[*])는 일본 제국 육군에서  본토의 방공을 담당하던 3개 방위사령부 중의 하나로 동부방위사령부는 도쿄를 중심으로 동일본의 방공을 담당하였다.

## 역사
1935년 8월 1일 설립 당시, 동부방위사령부는 도쿄 경비사령부와 같은 곳에 일부의 인원을 공유하여 운영을 시작하였다. 고지마치구 구단 1초메에 있는 군인회관에서 업무를 처리하다가, 이듬해 1936년 7월 22일, 고지마지구 하야부사정 1초메 13번지에 있는 구청사로 이사하였다. 10월 29일, 다이칸야마정 1번지로 다시 옮겼다. 옛 쓰이키부 본부 터이다.
1937년부터는 도쿄 경비사령부를 폐지된 뒤, 11월 30일 칙령 제692호의 위수령 개정에 따라 사령관은 도쿄위수사령관으로 지정되어 임무를 이관받았다. 수도인 도쿄에 주둔하는 제1사단과 주변 지역의 경비임무가 추가되었다.
군령육 제12호에 따라 군사령부령의 제정과 방위사령부령이 폐지되었다. 그에 따라 책임지역 안의 부대를 직접 지휘할 수 없었던 사령부에서 직접 지휘할 수 있는 군 편제를 적용받아 1940년 8월 1일 동부군으로 재편성되었다. 

## 지휘부
| # | 계급 | 성명                            | 취임일          | 이임일          | 비고                                    |
| - | ---- | ------------------------------- | --------------- | --------------- | --------------------------------------- |
| 1 | 대장 | (兼) 西義一 니시 요시카즈[*]    | 1935년 8월 1일  | 1935년 12월 2日 | 도쿄 경비사령부 사령관 겸임.            |
| 2 | 중장 | 香椎浩平 가시 고헤이[*]         | 1935년 12월 2일 | 1936년 4월 2日  | 도쿄 경비사령부 사령관 겸임.            |
| 3 | 중장 | 岩越恒一 이와코시 쓰네이치[*]   | 1936년 4월 2日  | 1937년 8월 2일  | 도쿄 경비사령부 사령관 겸임             |
| 4 | 중장 | 中村孝太郎 나카무라 고타로[*]   | 1937년 8월 2일  | 1938년 6월 23일 | 1937년 11월 30일, 도쿄 경비사령부 폐지. |
| 5 | 중장 | 川岸文三郎 가와기시 분자부로[*] | 1938년 6월 23일 | 1939년 12월 1일 |                                         |
| 6 | 중장 | 稲葉四郎 이나바 시로[*]         | 1939년 12월 1일 | 1940년 8월 1일  | 동부군으로 개칭.                        |

| # | 계급 | 성명                          | 취임일          | 이임일          | 비고                                    |
| - | ---- | ----------------------------- | --------------- | --------------- | --------------------------------------- |
| 1 | 소장 | 安井藤治 야스이 도지[*]       | 1935년 8월 1일  | 1937년 8월 2일  | 도쿄 경비사령부 참모장 겸임.            |
| 2 | 소장 | 吉本貞一 요시모토 데이이치[*] | 1937년 8월 2일  | 1938년 6월 20일 | 1937년 11월 30일, 도쿄 경비사령부 폐지. |
| 3 | 소장 | 中井良太郎 나카이 료타로[*]   | 1938년 7월 15일 | 1939년 3월 9일  |                                         |
| 4 | 소장 | 西村琢磨 니시무라 다쿠마[*]   | 1939년 3월 9일  | 1940년 8월 1일  | 동부군으로 개칭.                        |

## 같이 보기
- 서부방위사령부
- 중부방위사령부